# Nomcebo Zikode
Nomcebo Zikode, também conhecida por seu monônimo Nomcebo (28 de outubro de 1988), é uma cantora e compositora sul-africana. Ela é conhecida por sua colaboração com o DJ Ganyani em seu single "Emazulwini" e globalmente por ela e o single gospel Jerusalema do Master KG.
Ela ganhou popularidade mundial depois de trabalhar com DJ Master KG em seu single Jerusalema, de 2020, para o qual ela forneceu os vocais. Ela conheceu Master KG depois de se desentender com a Ganyani Entertainment.